# Hugo Faria
Hugo Miguel Encarnação Pires Faria (São Brás de Alportel, 15 de Fevereiro de 1983) é um futebolista português. Ele está atualmente assistente técnico da primeira equipe em A.F.C. Bournemouth.